# Mount Odin, British Columbia
Mount Odin är ett berg i Kanada.   Det ligger i provinsen British Columbia, i den södra delen av landet, 3 200 km väster om huvudstaden Ottawa. Toppen på Mount Odin är 2 970 meter över havet.
Terrängen runt Mount Odin är huvudsakligen bergig, men åt sydväst är den kuperad. Mount Odin är den högsta punkten i trakten. Trakten runt Mount Odin är nära nog obefolkad, med mindre än två invånare per kvadratkilometer.. Det finns inga samhällen i närheten.
Trakten runt Mount Odin består i huvudsak av gräsmarker.